# Mordechai Josef Leiner
Mordechai Josef Leiner (hebräisch מרדכי יוסף ליינר)
(* 1802 in Tomaschov; † 1854 in Izbica) war ein polnischer Rabbiner, chassidischer Gelehrter und Gründer der chassidischen Izhbitza-Radzyn-Dynastie.

## Leben
Er wurde als Sohn des Reb Yaakov geboren. Der Vater des Reb Yaakov war Reb Mordechai von Sekul, ein Nachfahre des Rabbi Shoul Wahl. Im Alter von zwei Jahren verlor er seinen Vater. Leiner wurde Schüler des Simcha Bunem von Przysucha. Seine Schulkameraden waren u. a. Menachem Mendel von Kotzk und Rabbi Yosef of Yartshev, die auch in Tomashov geboren wurden.
Als Menachem Mendel zum Rebbe in Kotzk ordiniert wurde, wurde Reb Mordechai Josef sein Schüler. 1839 wurde er selbst Rebbe in Tomaschov, zog später aber nach Izbica.
Sein wichtigster Schüler war Rabbi Jehuda Leib Eiger (1816–1888), Enkel des Rabbi Akiva Eiger. Zu seinen Schülern zählten Rabbi Zadok HaKohen aus Lublin (1823–1900), sein eigener Sohn Rabbi Jaakov Leiner (1828–1878) und dessen Sohn Rabbi Gershon Henoch aus Radzyn.
Mordechai Josef Leiner ist in einem für ihn errichteten Ohel (Grabhaus) auf dem jüdischen Friedhof von Izbica begraben.